# Vall de Pineta

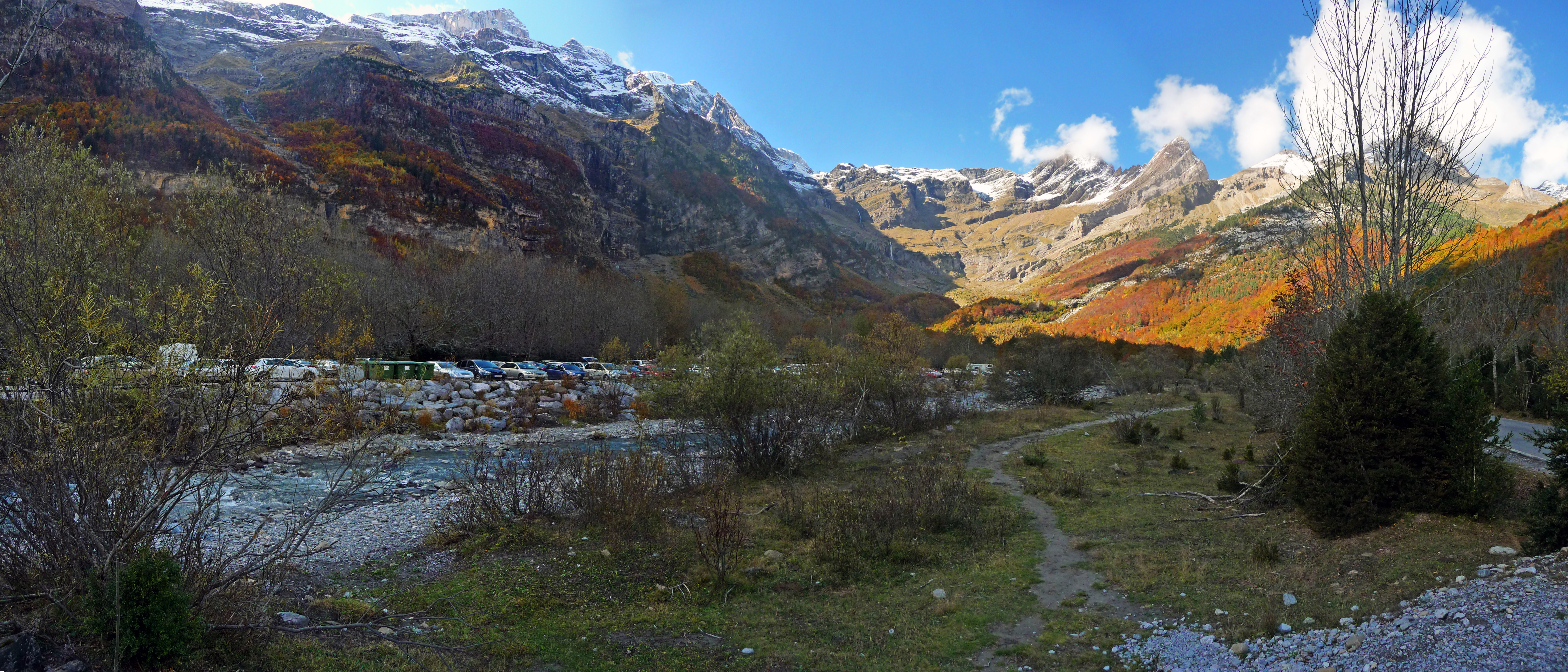
La vall de Pineta, a Osca

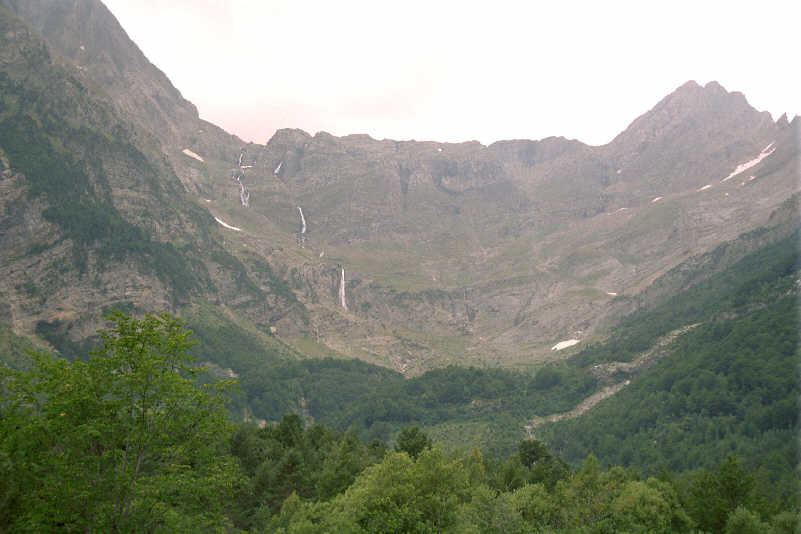
Paret del Circ de Pineta des del fons de la vall

La vall de Pineta està situada al Sobrarb, a l'oest del mont Perdut, i s'allarga 12 km des del Circ de Pineta als peus del mont Perdut, fins al poble de Bielsa. La capçalera de la vall forma part del Parc Nacional d'Ordesa i Mont Perdut.

## Descripció
A la vall de Pineta, per on al llarg de 14 km de carretera es passa un paisatge ple de bellesa, on espessos boscos de pins, avets i faigs cobreixen els vessants de muntanya esquitxats de pastures alpines, arribem a una esplanada presidida per l'ermita de la Mare de Déu de Pineta. A la primavera un mantell de flors cobreix les ribes del riu, adornant aquest espectacular paisatge pirinenc, que és porta natural del Parc Nacional d'Ordesa i Mont Perdut. El massís del mont Perdut alberga importants glaceres, igual que el massís de la Munia, amb la glacera de Robiñera, inclosos en la relació dels Monuments Naturals de Les Glaceres Pirinencs.
El clima de les parts més baixes de la vall, on es troben els nuclis, presenta unes temperatures mitjanes de 3,9 °C en el mes més fred i de 21° en el mes més càlid. El paisatge vegetal conté excel·lents boscos de pi roig, algunes fagedes i petites taques de pi negre i avet. El turisme i el comerç, i més des de l'obertura del túnel internacional, hi han aparegut com a noves fonts de riquesa. En aquesta vall es troben tota mena de serveis turístics, hotels, hostals, cases rurals, càmpings...
La vall de Pineta és la més accessible de tot el Parc Nacional d'Ordesa i Mont Perdut; pel seu fons discorre una carretera des de Bielsa fins al fons de la vall, on es troba el Parador Nacional Mont Perdut, i un quilòmetre abans, el refugi de muntanya de Pineta, als peus del Circ de Pineta i del massís del mont Perdut.

## Casa de Pineta
La casa de Pineta és un edifici de la vall de Pineta que obrí com a sanatori el 20 de juny de 1931 i des del 1964, quan el comprà l'Escola Pia de Catalunya; és una casa de colònies. La casa porta el nom de l'escolapi Jordi Turull, que morí a la vall de Pineta pujant al cim del mont Perdut el 1963.